# قانون الخلافة الرئاسية
قانون الخلافة الرئاسية في الولايات المتحدة هو قانون فيدرالي يحدد خط الخلافة الرئاسي. تمنح المادة الثانية من القسم الأول في البند السادس من دستور الولايات المتحدة للكونغرس صلاحيات سن مثل هذا القانون الأساسي:
بإمكان الكونغرس بموجب القانون أن ينص على حالة الإقالة أو الوفاة أو الاستقالة أو العجز، والتي تطرأ على الرئيس ونائب الرئيس، وأن يعلن عن الشخص الذي سيقوم بأعمال الرئيس بعد ذلك، ويتصرف هذا الشخص وفقًا لذلك، إلى أن يتجاوز الرئيس أو نائبه الحالة التي تجعله عاجزًا عن أداء وظيفته، أو إلى حين انتخاب رئيس.
سن الكونغرس قانون الخلافة الرئاسية لثلاث مرات: 1792 (النظام الأساسي العام للولايات المتحدة رقم 1. المادة 239) وعام 1886 (النظام الأساسي العام للولايات المتحدة رقم 24. المادة 1) وعام 1947 (النظام الأساسي العام للولايات المتحدة رقم 61. المادة 380). جرى تنقيح قانون 1947 آخر مرة في عام 2006.
على الرغم من عدم الاحتجاج على أي من قوانين الخلافة هذه، كان حدوث ذلك احتمالًا واضحًا في عدة مناسبات. مع ذلك، تضاءلت الاحتمالات المستقبلية باستدعاء شخص في خط الخلافة بعد نائب الرئيس في ظل الظروف العادية ليصبح رئيسًا بالإنابة وذلك بسبب بند التعديل الخامس والعشرين الذي تناول موضوع ملء شواغر منصب نائب الرئيس.

## قانون الخلافة الرئاسية لعام 1792
تمنح المادة الثانية من القسم الأول في البند السادس من الدستور الصلاحيات للكونغرس بإعلان من يجب أن يقوم بأعمال الرئيس إذا توفي الرئيس أو نائب الرئيس أو في حال لم يكُن متاحًا للخدمة خلال فترة ولايته. في ديسمبر 1790، طُرح تشريع لوضع خط الخلافة في مجلس النواب في الكونغرس الأول. عندما طُرح التشريع للمناقشة في الشهر التالي، اقتُرح الرئيس المؤقت لمجلس الشيوخ ورئيس مجلس النواب، والذي كان وزير الخارجية ورئيس قضاة الولايات المتحدة كذلك. فشل المشرعون في التوصل إلى إجماع حول من يجب أن يكون الخليفة القانوني. لم يقبل معظم الفيدراليين تسمية وزير الخارجية، لأنهم لم يرغبوا بأن يقترب الشخص الذي يشغل المنصب آنذاك من الرئاسة، وهو توماس جيفرسون، زعيم المعارضة المتزايدة المناهضة للإدارة والتي ستصبح الحزب الديمقراطي الجمهوري. أُثيرت اعتراضات دستورية وسياسية على تسمية الرئيس المؤقت لمجلس الشيوخ الأمريكي أو رئيس مجلس النواب الأمريكي، إذ كان من المفترض أن يحتفظ الفرد بمنصبه ومقعده في الكونغرس أثناء أدائه لمهام الرئاسة مؤقتًا، وأثيرت شواغل مماثلة كذلك حول الفصل بين السلطات فيما يتعلق برئيس القضاة.
برزت هذه القضية مجددًا أثناء انعقاد المؤتمر الثاني في وقت لاحق من عام 1791. في 30 نوفمبر، وافق مجلس الشيوخ على تشريع بعنوان «قانون يتعلق بانتخاب رئيس الولايات المتحدة ونائب رئيسها، وإعلان الموظف الذي يتولى منصب الرئيس في حالة وجود شواغر في منصبي الرئيس ونائب الرئيس»، وأُرسل التشريع إلى المجلس للموافقة عليه. انطوى التشريع على نص يسمي الرئيس المؤقت لمجلس الشيوخ، في حال كان هذا المنصب شاغرًا، رئيس مجلس النواب رئيسًا بالإنابة إذا حدث شاغر في منصب الرئيس ونائب الرئيس. انتقد الكثير من الممثلين، بما في ذلك عدد من واضعي الدستور، الترتيب باعتباره مخالفًا لمقاصدهم. نتيجة لذلك، وبعد نقاش حاد في 15 فبراير 1792، أقال مجلس النواب الرئيس المؤقت والمتحدث باسمه وعين وزير الخارجية بدلًا عنهم. رفض مجلس الشيوخ التغيير الذي فعله مجلس النواب بعد أيام قليلة، ما أدى إلى تراجع مجلس النواب عن قراره. في 1 مارس 1792، أصبح مشروع القانون قانونًا بتوقيع الرئيس جورج واشنطن.
تنص المادتان 9 و10 من قانون الخلافة الرئاسية لعام 1792، والذي يُعتبر جزءًا من قانون أكبر يتعلق بانتخاب الرئيس ونائب الرئيس، على أن يكون الرئيس المؤقت لمجلس الشيوخ هو الأول في ترتيب الرئاسة إذا كان منصبا الرئيس ونائب الرئيس شاغرين. كان رئيس المجلس في المرتبة الثانية في خط الخلافة. تنص المادة 9 على أن الخلف القانوني سيعمل بصفته بالنيابة إلى حين انتخاب رئيس جديد. إذا حدث شاغر مزدوج في كلا المنصبين، وجهت المادة 10 وزير الخارجية لإخطار حكام الولايات بالشواغر والانتخابات الخاصة لملئها. تُجرى هذه الانتخابات الخاصة بعد شهرين على الأقل. كان على الأشخاص المنتخبين لمنصب الرئيس ونائب الرئيس في مثل هذه الانتخابات الخاصة أن يخدموا لفترة أربع سنوات كاملة تبدأ في 4 مارس من العام المقبل، ولم تجرَ مثل هذه الانتخابات إطلاقًا.

### التنفيذ المحتمل
لم يكُن هناك احتجاج على أحكام الخلافة في قانون 1792، وأصبح منصب نائب الرئيس شاغرًا في عشر حالات:
- 20 أبريل 1812 - 4 مارس 1813 (318 يومًا) بعد وفاة جورج كلينتون
- 23 نوفمبر 1814 - 4 مارس 1817 (عامين، 101 يومًا) بعد وفاة إلبريدج جيري
- 28 ديسمبر 1832 - 4 مارس 1833 (66 يومًا) بعد استقالة جون كالدويل كالهون
- 4 أبريل 1841 - 4 مارس 1845 (3 سنوات، 334 يومًا) بعد تولي جون تايلر الرئاسة
- 9 يوليو 1850 - 4 مارس 1853 (عامين، 238 أيام) بعد تولي ميلارد فيلمور الرئاسة
- 18 أبريل 1853 - 4 مارس 1857 (3 سنوات، 320 يومًا) بعد وفاة ويليام آر كينغ
- 15 أبريل 1865 - 4 مارس 1869 (3 سنوات، 323 يومًا) بعد تولي أندرو جونسون الرئاسة
- 22 نوفمبر 1875 - 4 مارس 1877 (عام، 102 أيام) بعد وفاة هنري ويلسون
- 19 سبتمبر 1881 - 4 مارس 1885 (3 سنوات، 166 يومًا) بعد تولي تشيستر آرثر الرئاسة
- 25 نوفمبر 1885 - 4 مارس 1889 (3 سنوات، 99 يومًا) بعد وفاة توماس أ. هندريكس

في كل حالة ذُكرت سابقًا، أصبح منصب نائب الرئيس شاغرًا عندما توفي الرئيس آنذاك أو استقال أو أُقيل من منصبه أو تعرض إلى ما يعيقه عن عمله، وكان الرئيس المؤقت لمجلس الشيوخ هو الرئيس بالنيابة. كاد أن يحدث هذا الشاغر المزدوج في ثلاث مناسبات:
- في عام 1844، اعتُقد أن الرئيس جون تايلر ضمن العديد من الأشخاص الذين قُتلوا عندما انفجر مسدس على متن سفينة يو إس إس برينستون المُنشأة حديثًا خلال رحلة بحرية احتفالية. في حال مات تايلر، كان من المفترض أن يصبح الرئيس المؤقت، ويلي بيرسون مانغوم، رئيسًا بالإنابة.[9][10]
- في عام 1865، خطط المتآمرون لاغتيال أبراهام لنكولن ونائب الرئيس أندرو جونسون ووزير الخارجية ويليام سيوارد كذلك، ولكنهم فشلوا. في حال قُتل جونسون، لأصبح رئيس مجلس الشيوخ المؤقت لافاييت إس. فوستر رئيسًا بالإنابة.[11]
- في عام 1868، بعد أن عزل مجلس النواب الرئيس أندرو جونسون، صوت مجلس الشيوخ على هذا القرار لينتهي لصالح أندرو بفارق صوت واحد. في حال إقالة أندرو، لأصبح الرئيس المؤقت بنيامين واد رئيسًا بالإنابة، إذ بقي منصب نائب الرئيس شاغرًا بعد أن خلف جونسون في الرئاسة.[12]

أصبح منصب نائب الرئيس شاغرًا في كثير من المناسبات، ولذلك، اكتسب الشخص الذي يقوم بأعمال الرئيس المؤقت أهمية متزايدة في مجلس الشيوخ، نظرًا لكونه في الترتيب التالي في خط الخلافة الرئاسية وإن لم يتولَ منصب نائب الرئيس. أُشير على نحو غير رسمي إلى العديد ممن عملوا في تلك الشواغر باسم «نائب الرئيس بالإنابة».